# 1659

## Esdeveniments
Països Catalans
- 7 de novembre - Illa dels Faisans (riu Bidasoa, el País Basc): els representants de Felip IV de Castella i la Corona d'Aragó i Lluís XIV de França hi signen el Tractat dels Pirineus, segons el qual el primer cedeix al segon el que avui anomenem la Catalunya del Nord a canvi que aquest deixi d'ajudar Catalunya en la Guerra dels Segadors, que es dona així per conclosa.

Món
- Emissió del primer xec oficial
- Publicació de De Homine de Thomas Hobbes

## Naixements
Països Catalans
- 18 de juliol - Perpinyà (Rosselló): Jacint Rigau i Ros, pintor català.

Món
- Henry Purcell

## Necrològiques
Països Catalans
- 18 de novembre, Girona: Francesc Pijoan, 100è President de la Generalitat de Catalunya.

Resta del Món
- Nicolás Doizi de Velasco, músic portuguès